# Săndulești (okręg Kluż)
Săndulești – wieś w Rumunii, w okręgu Kluż, w gminie Săndulești. W 2011 roku liczyła 611 mieszkańców.